# Wim Eggink

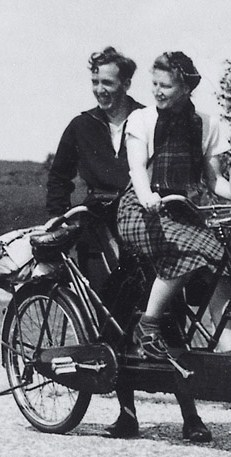
Wim Eggink en Hansje Hubar op de tandem in 1941.

Wim E.M. Eggink (Utrecht, 3 mei 1920 – Hamelen, 1 april 1945) was een Nederlandse verzetsstrijder tijdens de Tweede Wereldoorlog.
Wim Eggink werd geboren en getogen in Utrecht, als zoon van een tandtechnicus. Hij toonde al op jeugdige leeftijd politieke belangstelling. Zo was hij lid, en vanaf 1940 secretaris, van de Bond van Jong-liberalen, de jongerenorganisatie van de Liberale Staatspartij (wat weer de voorloper was van de VVD). In 1940 ging hij sociale geografie studeren aan de Universiteit Utrecht en werd al vrij snel voorzitter van de studievereniging V.U.G.S.

## Verzet
Op dat moment wist hij al dat hij ondergronds zou gaan, want die conclusie was door de jong-liberalen gezamenlijk getrokken op een zomerkamp in datzelfde jaar. Aan de Universiteit Utrecht maakte hij al spoedig deel uit van de door de hispanoloog dr. Brouwer opgezette verzetsgroep.
Eggink leidde al snel het studentenverzet van de Universiteit Utrecht tijdens de Tweede Wereldoorlog. Hij richtte samen met de Leidse student Han Gelder in oktober 1943 het illegale blad Ons Volk op, dat met 120 exemplaren een van de grootste verzetsbladen van Nederland werd, en was betrokken bij de Parool-groep, verzetsblad Slaet op den Trommele en het studentenverzetsblad Sol Iustitiae.

### Proces
In januari en februari 1944 werden, nadat een medewerker van Het Parool bij een verhoor was doorgeslagen, 23 medewerkers van Het Parool opgepakt door de Sicherheitsdienst (SD). Han Gelder benam zich het leven, maar Wim Eggink werd meegenomen. Het proces vond plaats op 25 en 26 juli en op 1 en 8 augustus 1944. Op 31 juli, dus tijdens het proces voor het gerecht in Utrecht, werd hem toegestaan te trouwen met de Leidse rechtenstudente en Ons Volk-medewerkster Johanna van Hellenberg Hubar. Eggink werd gevangengezet in Kamp Amersfoort tot augustus 1944, waarna hij werd getransporteerd naar een tuchthuis in Hamelen. Daar overleed hij op 1 april 1945, volgens de officiële overlijdensakte, opgesteld in januari 1946. In 1951 werd hij herbegraven op de Eerebegraafplaats te Bloemendaal.

## Eerbetoon
Bijna zestig jaar later werd Wim Eggink, samen met Buys Ballot, verkozen tot grootste UU'er aller tijden. In 2004 en 2005 hebben de studieverenigingen Drift '66 en V.U.G.S. uit Utrecht onder regie van Dirk van der Pol een film gemaakt over Wim Eggink. De film werd onder andere vertoond in het Louis Hartlooper Complex in Utrecht en werd uitgebracht op dvd. 

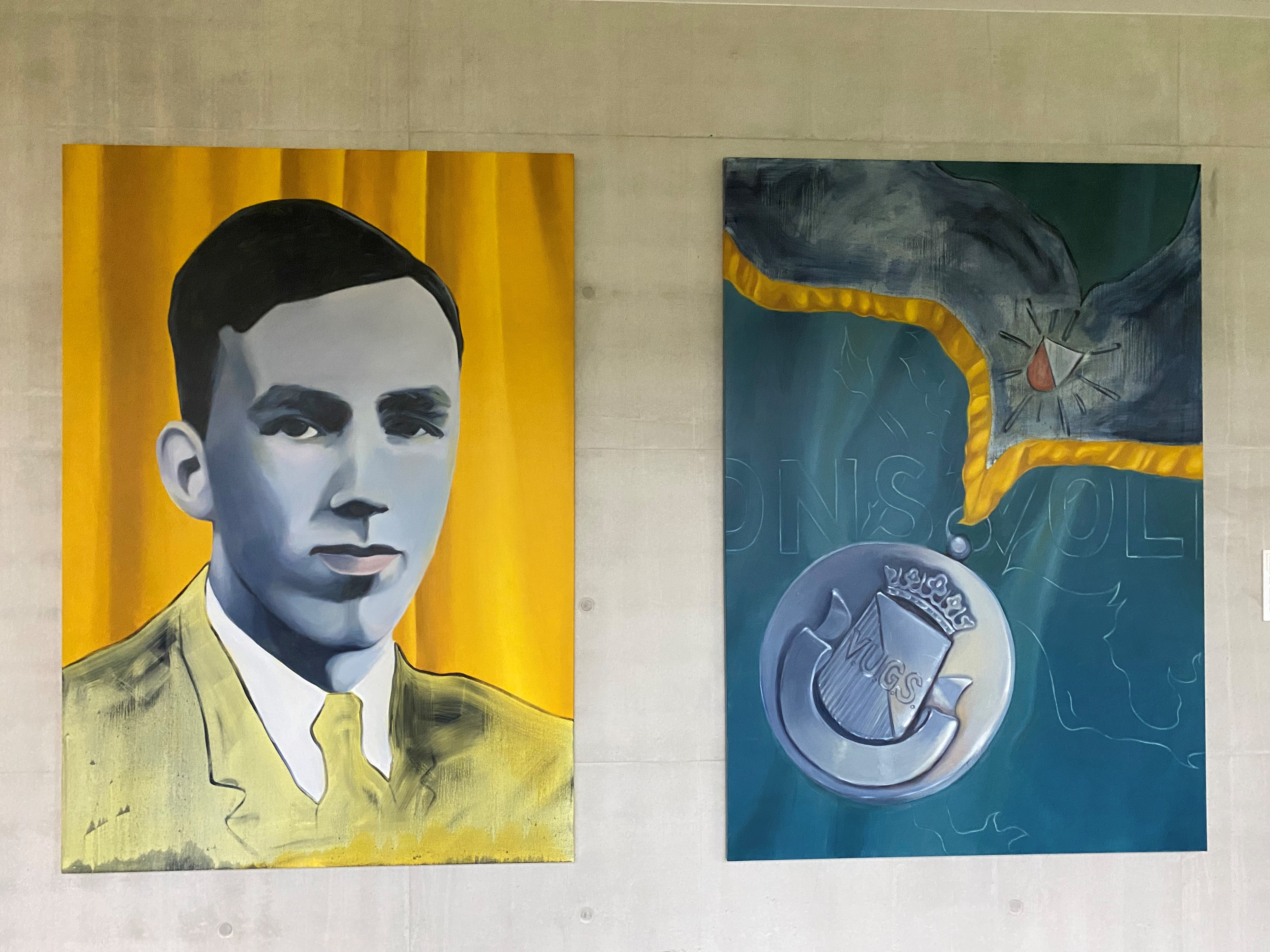
Het kunstwerk ter nagedachtenis aan Wim Eggink, onthuld op 13 oktober 2023.

Op 13 oktober 2023 werd in het Vening Meineszgebouw van de Universiteit Utrecht een kunstwerk ter nagedachtenis aan Wim Eggink onthuld. Het is gemaakt door Soete Boon, en bestaat uit twee delen. Het linkerpaneel toont het ingekleurde portret van Wim Eggink, het rechterpaneel verwijst naar het voorzitterschap van Wim Eggink van de V.U.G.S. tussen 1941 en 1943. Het toont een bestuurslint van V.U.G.S., met op de achtergrond de letters van het verzetsblad Ons Volk. De kleuren blauw en geel van beide panelen verwijzen naar de verenigingskleuren van V.U.G.S. Het kunstwerk is door de faculteit Geowetenschappen aangeboden aan V.U.G.S. vanwege het 100-jarig bestaan van de vereniging in 2022.